# امریکن آوتدور برندس
امریکن آوتدور برندس (انگلیسی: American Outdoor Brands, Inc.) شرکت پوشاک آمریکایی است، که در سال ۱۹۹۲ تأسیس شد.